# Mike Richter
Michael Thomas „Mike“ Richter (* 22. September 1966 in Abington Township, Pennsylvania) ist ein ehemaliger US-amerikanischer Eishockeytorwart, der von 1989 bis 2003 für die New York Rangers in der National Hockey League spielte. Er gilt als einer der erfolgreichsten US-amerikanischen Torhüter aller Zeiten.

## Karriere
Richters Eishockey-Karriere begann 1984 bei den Philadelphia Junior Flyers, wo er 23 von 36 Spielen gewann. 1985 wechselte er auf die High School, spielte bei den Northwood Huskies und bestritt auch die Junioren-WM 1985. Beim NHL Entry Draft 1985 wählten ihn die New York Rangers in der zweiten Runde als 28. Sein Weg führte ihn an die Universität von Wisconsin in deren Team er auch Eishockey spielte. Seit einem gelungenen Auftritt bei der Junioren-WM 1986 wurde er auch in die   US-amerikanische Eishockeynationalmannschaft berufen. 1987/88 nahm er an einer Tournee der Nationalmannschaft zur Vorbereitung auf die Olympischen Spiele 1988 in Calgary teil. Nach der Olympiade, bei der man einen enttäuschenden siebten Platz belegte, beendete er die aktuelle Saison im Farmteam, bei den Colorado Rangers in der IHL. Er blieb dort auch noch in der Saison 1988/89 in der das Team nun als Denver Rangers auflief.
Ab der Saison 1989/90 spielte er dann meist in der NHL für die New York Rangers. Anfangs war er Ersatzmann von John Vanbiesbrouck, dem er bald den Rang ablief. Besonders erfolgreich war für Richter die Saison 1993/94, in der er großen Anteil am Gewinn des Stanley Cups hatte. Von großer Bedeutung war auch der 5:2-Sieg gegen den Rivalen des US-Teams, Kanada, im dritten und entscheidenden Finalspiel um den World Cup of Hockey 1996. Mike Richter wurde anschließend zum besten Spieler des Turniers gewählt. Auch bei den Olympischen Spielen 1998 in Nagano trat Richter für die USA an, wenn auch hier weniger erfolgreich – die USA scheiterten bereits im Viertelfinale am späteren Olympiasieger Tschechien. Im Februar 2001 verletzte sich Richter so schwer, dass er für den Rest der Saison ausfiel, bei den Olympischen Winterspielen 2002 in Salt Lake City zeigte er aber wieder seine alte Form und glänzte vor allem im Halbfinale gegen Russland; im Finale gegen den Rivalen Kanada unterlagen die USA dann allerdings. Am 22. März 2002 wurde Richter von einem Schlagschuss getroffen und erlitt eine Schädelfraktur und eine Gehirnerschütterung. Es folgte eine Phase der Rehabilitation, doch musste er im August 2003, im Alter von 36 Jahren, seinen Abschied vom Eishockeysport verkünden.
Am 4. Februar 2004 wurde Mike Richter für seine Verdienste für die New York Rangers geehrt. Die Nummer 35 wurde von den New York Rangers zurückgezogen und wird künftig an keinen anderen Spieler mehr im Team vergeben.
In insgesamt 742 Spielen konnte er 342 Siege verzeichnen. Lediglich Tom Barrasso und John Vanbiesbrouck hatten mehr Siege, allerdings nahmen sie auch an mehr Spielen teil. Richter hielt 10 von 11 Penalty-Schüssen.
Richter zeichnete sich immer durch eine eher introvertierte Art aus und neigte wenig zu Star-Allüren. 2008 wurde er in die United States Hockey Hall of Fame aufgenommen. Er ist verheiratet und hat zwei Kinder.

## Erfolge und Auszeichnungen
| - 1986 WCHA Freshman of the Year - 1987 WCHA Second All-Star Team - 1992 Teilnahme am NHL All-Star Game - 1993 NHL-Spieler des Monats November - 1994 Teilnahme am NHL All-Star Game - 1994 Most Valuable Player des NHL All-Star Game | - 1994 Stanley-Cup-Gewinn mit den New York Rangers - 1996 NHL-Spieler des Monats Dezember - 2000 Teilnahme am NHL All-Star Game - 2008 Aufnahme in die United States Hockey Hall of Fame - 2009 Lester Patrick Trophy |

### International
| - 1986 Bronzemedaille bei der U20-Junioren-Weltmeisterschaft - 1991 Silbermedaille beim Canada Cup - 1996 Goldmedaille beim World Cup of Hockey - 1996 Wertvollster Spieler des World Cup of Hockey | - 1996 All-Star-Team des World Cup of Hockey - 2002 Silbermedaille bei den Olympischen Winterspielen - 2002 All-Star-Team der Olympischen Winterspiele |